# Quận Catron, New Mexico
Quận Catron là một quận thuộc tiểu bang New Mexico, Hoa Kỳ. Quận này có diện tích 17.943 km², dân số theo điều tra năm 2000 của Cục điều tra dân số Hoa Kỳ là 3543 người 2. Quận lỵ đóng tại thành phố Reserve.6. Đây là quận có diện tích lớn nhất tại tiểu bang này.

## Địa lý
Theo Cục điều tra dân số Hoa Kỳ, quận có diện tích 17.943 km2, trong đó có 3 km2 là diện tích mặt nước.

### Quận giáp ranh
- Quận Cibola, New Mexico - bắc
- Quận Socorro, New Mexico - đông
- Quận Sierra, New Mexico - đông nam
- Quận Grant, New Mexico - nam
- Quận Greenlee, Arizona - tây
- Quận Apache, Arizona - tây